# Felix Krug
Felix Krug (* 11. Dezember 1908 in München; † nach 1940) war ein deutscher SS-Führer.

## Leben
Krug war von Beruf Schneider. Er trat zum 1. Oktober 1930 der NSDAP bei (Mitgliedsnummer 315.568) und schloss sich auch der SS an (SS-Nummer 3.933). Später gehörte er der Waffen-SS an und erreichte dort im April 1943 den Rang eines SS-Sturmbannführers der Reserve. Als Leiter der Zuschneiderei der Bekleidungswerkstätten des KZ Dachau war Krug von 1934 bis 1936 tätig. Danach war Krug in leitender Funktion bei der Beschaffungsstelle der SS-Verfügungstruppe und den SS-Totenkopfverbänden bis 1939 beschäftigt. Anschließend war er beim Bekleidungswerk der Waffen-SS in Dachau in führenden Funktionen tätig und stieg dort Anfang Februar 1942 zum Leiter des Dachauer Bekleidungswerkes auf. Ab Juni 1940 war er als Geschäftsführer für die technischen Angelegenheiten bei der Gesellschaft für Textil- und Lederverwertung mbH (Texled) beschäftigt.
Über (s)ein Nachkriegsschicksal ist nichts bekannt.